# Долгоруков, Михаил Михайлович
 Михаил Михайлович Долгоруков  (17 марта 1790 — 24 апреля 1841) — гвардии поручик, участник русско-шведской войны.

## Биография
Родился 17 марта 1790 года.
15 февраля 1808 года определён на службу в милицию. Принимал участие в русско-шведской войне. 3 мая 1809 года переведен в Белозерский пехотный полк, а 3 октября 1810 года в лейб-гренадерский. 11 ноября 1811 года переведён в лейб-гвардейский Литовский полк. В 1814 году назначен адъютантом при военном министре. 28 января 1816 года произведен в капитаны. 24 января 1817 года уволен со службы.
В мае 1831 года был отправлен в ссылку в Вятку. Как сообщали Вятские газеты «по Высочайшему повелению выслан был из Москвы в Вятку отставной гвардии капитан, князь Михаил Михайлович Долгоруков за гнусные и дерзкие поступки». По сообщению тех же газет Долгоруков был сумасбродом, алкоголиком, человеком несдержанным и очень жестоким. За любую провинность он жестоко наказывал свою прислугу. Ехавший вместе с ним из Москвы в Вятку поручик Лавров вспоминал потом что из-за жестокости князя многие его слуги бежали во время пути. Долгоруков пытался застрелить поручика Лаврова, но последнему удалось отобрать у него оружие. В первый же день ссылки в Вятке Долгоруков жестоко избил женщину и мальчика как сообщали газеты тех лет «до такой степени ожесточился, что избил дворовую свою женщину и окровавил лицо её до чрезвычайности, а мальчика до того отодрал за ухо, что надорвал оное». После чего в августе 1831 года по распоряжению Императора вся его прислуга была отослана обратно домой. 28 апреля 1832 года по просьбе губернатора Долгорукова выслали в Пермь.
Скончался Долгоруков 24 апреля 1841 года.

## Воспоминания современников
Князь Долгоруков принадлежал к аристократическим повесам в дурном роде, которые уже редко встречаются в наше время. Он делал всякие проказы в Петербурге, проказы в Москве, проказы в Париже. На это тратилась его жизнь. Это был… избалованный, дерзкий, отвратительный забавник, барин и шут вместе. Когда его проделки перешли все границы, ему велели отправиться на житьё в Пермь".
Местное «высшее общество» было обрадовано прибытием из столицы столь важной персоны. Приехал он на двух каретах: в одной сам с собакой Гарди, в другой повар с попугаями. Он устраивал роскошные приёмы, был хлебосолен, хотя порой позволял себе сумасбродные выходки. Появилась у него и премилая любовница из местных барышень. Однако она имела неосторожность из ревности наведать его утром без предупреждения и застала его в постели с горничной.
На гневные упрёки обманутой любовницы он встал, накинул на плечи халат и снял со стены арапник. Поняв его намерения, она бросилась бежать, он — за ней. Сцена завершилась на улице при свидетелях. Нагнав её, он хлестнул несколько раз свою обидчицу и, успокоившись, вернулся домой.
«Подобные милые шутки, — писал Герцен, — навлекли на него гонение пермских друзей, и начальство решилось сорокалетнего шалуна отослать в Верхотурье. Он дал накануне отъезда богатый обед, и чиновники, несмотря на разлад, всё-таки приехали: Долгорукий обещал их накормить каким-то неслыханным пирогом.
Пирог был действительно превосходен и исчезал с невероятной быстротой. Когда остались одни корки, Долгорукий патетически обратился к гостям и сказал:
— Не будет же сказано, что я, расставаясь с вами, что-нибудь пожалел. Я велел вчера убить моего дорогого Гарди для пирога.
Чиновники с ужасом взглянули друг на друга и искали глазами знакомую всем датскую собаку: её не было. Князь догадался и велел слуге принести бренные остатки Гарди, его шкуру; внутренность была в пермских желудках».
После столь отменной шутки Долгорукий весело и торжественно отбыл в Верхотурье, отрядив специальную повозку курятнику. Делая остановки на почтовых станциях, он собирал приходные книги, перепутывал их, подправив даты отъезда и приезда, после чего возвратил, приведя в замешательство всё почтовое ведомство.
Подобные шутейства демонстрируют не столько барские причуды, сколько наглость самодура, уверенного в своей безнаказанности по причине своего привилегированного положения и возможности откупиться от «слуг закона». Причуды такого рода сошли на нет после отмены крепостного права и общей либерализации российского общества. А во времена Фёдора Толстого или упомянутого Долгорукова была возможность проявлять свои дурные наклонности.

На них не оказывало благотворного влияния учение Иисуса Христа. Это лишний раз доказывает важность не формальной принадлежности к той или иной религии, а внутреннего убеждения, веры в высокие идеалы и следование им по мере собственных сил. Даже в том случае, когда самодур проявлял необычайную набожность, она выглядела не столько подлинной верой, сколько суеверием, формальным исполнением обрядов..

## Брак
Михаил Михайлович был женат на Софье де Рибас (ум. 1827), дочери Осипа Михайловича Дерибаса и Анастасии Ивановны Соколовой (1741—1822), внебрачной дочери Ивана Ивановича Бецкого.

## Потомки
Его внучка Екатерина Долгорукова стала морганатической супругой императора Александра II, светлейшей княгиней Юрьевской.
Интересный факт, что этот Михаил Михайлович стал первым из череды Михаил Михайловичей в этом ветви рода Долгоруковых.
Его праправнук, тёзка, князь Михаил Михайлович Долгоруков (Санкт-Петербург, 15 января 1891 – Томская область, 11 декабря 1937) был репрессирован Советской властью.
До революции был титулярным советником, чиновником канцелярии Совета Министров, служил в армии. После, чтобы прокормить семью, был вынужден работать кем придётся: и делопроизводителем, и сторожем, и гардеробщиком, и счетоводом.
Был женат на Лидии Александровне Долгоруковой (урождённой Веревкиной) (10 декабря 1898 или 1899 - 14 января 1940), чей отец был Александр Николаевич Веревкин - заместитель министра юстиции царского правительства, а мать Лидия Александровна Веревкина (урождённая Пантелеева) (14 марта 1872 — 2 сентября 1913) была дочерью Александра Ильича Пантелеева.
9 марта 1926 года Долгоруков был впервые арестован за "антисоветскую агитацию" и на 3 года был сослан в деревню Малое Уро Баргузинского округа Бурят-Монгольской республики.
17 октября 1929 Долгорукова вновь арестовали по тому же обвинению и отправили в Баргузинскую тюрьму.
Известно, что к середине 1930-х Долгоруков находился в селе Подгорное Чаинского района Нарымского края с женой Лидией Александровной и двумя сыновьями - Петром (Петроград, 22 августа 1920 - Московская область, Шатурский район, 2 января 1948) и Михаилом (1922-1942). Однако 10 июня 1937 его опять арестовали, 22 сентября приговорили к расстрелу, 11 декабря 1937 приговор был приведён в исполнение в Колпашевской тюрьме НКВД.
Прапраправнук первого Михаила Михайловича Долгорукова и сын предпоследнего - Пётр Михайлович Долгоруков также был репрессирован.
Добровольцем прошёл всю войну, дослужившись до звания старшего лейтенанта. В конце 1945 года женился на Евдокии (Авдотье) Васильевне Афониной (1923-2008). В 1946 году у него родилась дочь Валентина, в замужестве Лучкина.
В сентябре 1947 года был арестован по обвинению ЧСИР, то есть сын репрессированного бывшего князя Долгорукова Михаила Михайловича. Был приговорён ОСО при МГБ СССР к ВМН. 2 января 1948 года приговор был осуществлён.
Младший брат Петра Михайловича - Михаил Михайлович, ставший последним из носителей того же самого имени и отчества на протяжении более чем 100 лет, также воевал добровольцем и погиб.

## Награды
- Орден Святой Анны 4-й ст. (1808)